# موریه
 موریه  (در عربی:  الموریة ) ، 
از اقسام خوردنی‌های شهر خور فکان است که در منطقهٔ امارات شمالی (ساحل الشرقی) از توابع امارت شارجه در امارات متحده عربی می‌باشد. نوعی خوراکی شبیه به 
«مهوه» یا «مهیاوه» است. 

## خورفکان و موریه
«المُوریة» این خوردنی سنتی مخصوص شهر خور فکان است، و در منطقهٔ شرقیه یا (ساحل شرقی) شهرت فراوانی دارد. در مورد این خوردنی سنتی مادر «أم علی»  که یکی از ساکنان شهر خور فکان است، چنین شرح می‌دهد که: در مناطق دولت امارات متحده عربی خوردنی‌ها و خوارکی‌های سنتی گوناگونی وجود دارد که مردم این مناطق از دوران بسیار دور و از گذشتگان خود به ارث برده‌اند، «المُوریة» هم یکی از این خوردنی هاست مانند «مهیاوه» و غیره از خوراکی‌های متعدد سنتی که تا به حال در منطقه موجود و کاربرد دارد. وی تأکید کردند که اصل نام این خوردنی یعنی «مُوریة» فارسی است، و از جنوب ایران و از مناطقی مانند:قشم (جسم)، بندر لنگه (لنجه)، و کیش (قیس) به این مناطق آمده‌است. او گفت که  موریه  قبل از مهیاوه به این منطقه آمده‌است، ومورد استفادهٔ مردم بوده‌است، و «مهوه» یا «مهیاوه» در مرتبهٔ دوم قرار داشته‌است، ولی به مرور زمان «مهوه» شهرت بیشتری بین مردم یافته‌است، 
أما ساخت  موریه  صد در صد با تهیه و ساخت «مهیاوه» فرق می‌کند، و در طرز ساخت آن اختلاف وجود دارد، اما مکونات اصلی آن همان ماهی ساردین ریز بطول پنج تا ده سانتیمتر که به نام «هَشینه» معروف است که بلهجه محلی «مُوتُو» می‌نامند، پس از خشک کرده کوبیده تهیه می‌شود. 
رنگ  موریه  از رنگ «مهوه» یا «مهیاوه» تیره‌است، وبویش نیز زنند تر است.

## طرز مصرف آن
طرز مصرف «موریه» تقرباً مانند طرز مصرف مهوه است، 
«موریه» را داخل پیاله‌ای در سفره می‌گذارند و در خوردن آن فقط قسمتی از نان را با آن خیس می‌کنند، طعم آن تند است ونمی توان زیاد خورد. به‌ویژه صبحها به جای پنیر از آن استفاده می‌شود. در حال حاضر این مایع خوردنی فقط در شهر خورفکان استفاده می‌شود.

## فوائد غذائی موریه
موریه دارای فسفر و کلسیم وچربی زیادی است که همگی از ماهی بدست آمده‌است. وهمانطور که معلوم است چربی ماهی خاصیت خوبی برای جسم آن دارد. و به اعتقاد مرد از ابتلاء به بیماری پوستی (پیس) جلوگیری می‌کند.

## موریه در منطقه جازان
در منطقهٔ جازان در عربستان سعودی (الموریة) نام ظرفی سفالی است که از آن برای تقدیم غذا استفاده می‌شود، این بیشتر در مناطق کوهستانی مورد استفاده‌است، همچنین برای حفظ روغن نیز در بعضی روستاها کوهستانی مورد استفاده‌است.

## منبع
- دکتر: المجد، کمال، احمد، (دولة الامارات العربیة المتحدة، دراسة مسحیة شاملة)  .، شرکه المصریة للطباعة والنشر: قاهره، چاپ اول، انتشار سال ۱۹۷۸ میلادی. (به عربی).